# Underbool
Underbool – miasto w Australii, w stanie Wiktoria.